# 13585 Justinsmith
A 13585 Justinsmith (ideiglenes jelöléssel (13585) 1993 TC20) a Naprendszer kisbolygóövében található aszteroida. Eric Walter Elst fedezte fel 1993. október 9-én.